# Oersted
De oersted is een eenheid voor magnetische veldsterkte in het cgs-eenhedenstelsel, vernoemd naar Hans Christian Ørsted. Het eenheidssymbool is Oe.
1 Oe = 103/(4·π) A/m ≈ 79,5775 A/m.
De oersted is geen SI-eenheid en wordt dus niet officieel gebruikt.